# 国際航空
国際航空（こくさいこうくう）とは、
1. 航空輸送において、国際飛行区間を1つでも含む運航[1]。国際線も参照のこと。
2. 満州国の満州航空が全額出資して設立した航空会社。営業を行うことなく1年余りで消滅した。

この記事では2について解説する。

## 概略
- 正式名称　-　国際航空株式会社
- 資本金　-　500万円（発足当時）
- 本社　-　新京
- 設立日　-　1937年5月20日
- 解散　-　1938年12月1日

### 発足
国際航空は、日本から満州を経由してドイツに向かう日欧連絡航空路を運行する航空会社として設立された。満州航空の当時の永淵三郎取締役とドイツのルフトハンザが相互乗り入れに同意したものであった。
運行路線は、北周りのシベリア経由路線は外国航空会社の自国上空通過及び乗り入れを承認していないソビエト連邦領内を通過するため参入できず、インドシナ及びインド経由の南回り路線は当地を植民地化していたイギリス（インペリアル航空など）やフランス（エールフランス）、オランダ（KLMオランダ航空）の航空会社がすでに運行していたため、空白であった中央アジア路線であった。

### 終焉
中央アジア路線は東京を基点に、新京（現在の長春）から新疆・安西〜カーブル〜バクダード〜ロドス島を経由して終点ベルリンに向かうものであった。しかし、日中戦争が勃発したため、中華民国領内の飛行場の使用が不可能となり、また欧州情勢も緊迫化したため運行実現が難しくなった。そして1938年12月1日の大日本航空発足に伴い消滅した。

### 機材
日欧路線に投入する旅客機としてドイツのハインケルHe116を2機購入したが、この機体は南回り航空路で回送する許可をイギリス政府から得られたため、1938年4月23日にドイツを出発し4月29日に満州に到着した。この機体は満州航空で運用された。

## 参考資料
- 日本民間航空史、佐藤一一著、国書刊行会、2003年刊